# 십이야

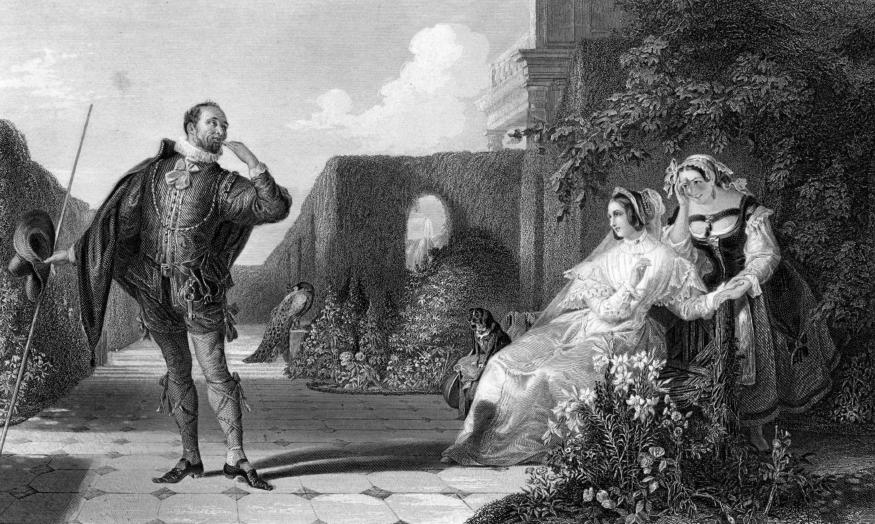

《십이야》(十二夜, 영어: Twelfth Night, or What You Will)는 1601년~1602년 경 쓰여진, 영국의 극작가 윌리엄 셰익스피어의 희극이다. 일란성 쌍둥이 남매가 탄 배가 '일리리아'에 난파된 후, 남매의 똑같은 외모로 인한 위트, 해학 등의 희극적인 요소들로 묘사한 작품이다.
참고로, 십이야(Twelfth Night)는 성탄절인 크리스마스를 첫 번째 밤으로 계산해서 열두 번째 밤인 주현절(1월 6일)을 뜻한다.